# Ах'яд Ідігов
Ах'яд Данілбекович Ідігов (чеч. Idigan Dƶandaran Danilbekan khant Ah′âd, домашнє ім'я Іса; 3 вересня 1948 року, селище Майкаїн, Павлодарська область, Казахська РСР) — чеченський державний та політичний діяч. Голова Президії Уряду Чеченської Республіки Ічкерія (у вигнанні).

## Біографія
Народився 3 вересня 1948 року в селищі Майкаїн Павлодарської області Казахської РСР, куди його родина була депортована під час депортації чеченців та інгушів в 1944 році. Чеченець. Старший син у сім'ї.
У 1966 році закінчив школу № 55 в Грозному. У 1967 році вступив до Грозненського нафтового інституту на будівельний факультет, який закінчив через п'ять років. В армії не служив, оскільки навчався на військовій кафедрі ДПІ. Став лейтенантом, потім на короткострокових обов'язкових військових зборах отримав військове звання капітана.
У 1973—1991 році працював у будівельних організаціях майстром, виконробом, старшим виконробом, головним інженером, начальником будівельно-монтажного управління.

## Політична діяльність
Член КПРС з 1980 до 1991 року, стояв за «демократизацію» і «лібералізацію» СРСР.
Хотів зайнятися бізнесом, а не політикою, але підтримав чеченський національно-визвольний рух і діяльність Джохара Дудаєва. Брав участь в організації першого чеченського національного з'їзду, делегат Загальнонаціонального конгресу чеченського народу (ОКЧН).
Депутат (з 1991 р.), голова Комітету з промисловості та будівництва, заступник голови (з 1992 р.), голова Парламенту Чеченської Республіки Ічкерія у 1993—1997 рр. Вважається одним із т.н. «дудаєвців» — соратником та помічником Джохара Дудаєва у справі будівництва незалежної чеченської держави.
Під час першої російсько-чеченської війни (1994—1996 рр.), будучи першим заступником голови Державного комітету оборони ЧРІ (ДКО ЧРІ), брав активну участь в організації політичної роботи проти російської влади. У 1993—1996 рр. — учасник російсько-чеченських переговорів. Підписав Угоду про мир (блок військових питань) між РФ та ЧРІ від 30.07.1995 г.
У воєнний час, після загибелі Дудаєва в квітні 1996 р., був прихильником Аслана Масхадова, але під час передвиборчої президентської кампанії відмовився очолити його виборчий штаб.
У 1997 р. він знову обраний депутатом Парламенту ЧРІ і призначений головою Комітету зовнішніх зв'язків Парламенту ЧРІ, а в 1998 р. — першим віце-президентом міжнародної Організації націй і народів, що не мають представництва Організації Непредставлених Народів. (м. Гаага).
Добився скасування антиконституційного Указу Президента ЧРІ Масхадова про запровадження шаріатської форми правління на території ЧРІ, оскільки, на його думку, вона була невластива чеченському народу.
30 жовтня 1998 р. президент ЧРІ Аслан Масхадов видав указ про призначення Ідігова міністром закордонних справ ЧРІ. Ідігов відмовився від посади через розбіжності з політикою президента і майже рік не виходив працювати. Згодом Ідігов пояснював, що «…я не просив президента призначати мене главою МЗС. Указ про моє призначення був виданий тоді без мого відома і без моєї згоди».
З початком Другої російсько-чеченської війни, як колишній голова Парламенту ЧРІ, був знову введений до складу ДКО ЧРІ. У жовтні 1999 р. на засіданні ДКО ЧРІ командувачі фронтів одноголосно висунули пропозицію про направлення А. Ідігова на Захід для роз'яснення позиції чеченської сторони у Другу російсько-чеченську війну і пошуку там підтримки для мирного дозволу російсько-чеченських відносин у рамках міжнародного права. 21 жовтня 1999 р. парламент і президент країни направили його з колегою по парламенту за кордон.
Парламент ЧРІ та Президент ЧРІ, який був ще й головою ДКО ЧРІ, Аслан Масхадов з 21 лютого 2004 р. наділили Ах'яда Ідігова повноваженнями організації та ведення всієї політичної роботи від імені Парламенту ЧРІ за кордоном.
У 2009 році створив так звану «Президію Уряду ЧРІ» Вона представляла собою структуру, альтернативну до лондонського уряду, керівником якого в 2007 році обрано Ахмеда Закаєва..
Учасник міжчеченських переговорів «Барт» (чеч. «Згода»).
Живе у Франції.

## Нагороди
- Кавалер вищого ордена Ічкерії «Къоман Сий» (Орден «Честь Нації»).
- Заслужений будівельник Болгарії.

## Особисте життя
Одружений. Є діти та онуки.
Має споріднені (але не кровні) зв'язки з сім'єю Джохара Дудаєва: племінник Дудаєва, член Президії Уряду ЧРІ Муса Таїпов був одружений на рідній сестрі а двоюрідна сестра Ідігова була одружена з зведеним братом Дудаєва.
Майстер спорту СРСР, чемпіон ЧІАССР з вільної боротьби. Вільно володіє чеченською (рідною) та російською мовами. Читає та розмовляє англійською та французькою мовами.

## Публікації
- Ах'яд Ідігов. Книга Ахмадова Ільяса «Чеченська боротьба: завойована та втрачена незалежність»[9].